# Beardmore Glacier
Beardmore Glacier är en glaciär i Antarktis. Den ligger i Östantarktis. Nya Zeeland gör anspråk på området. Beardmore Glacier ligger 926 meter över havet.
Terrängen runt Beardmore Glacier är huvudsakligen kuperad, men österut är den platt. Trakten är obefolkad. Det finns inga samhällen i närheten.